# Arrabajos II z Linkos
Arrabajos II (gr.: Ἀρῥαβαῖος, Arrabaios) – król Linkos z dynastii Bakchiadów w latach ok. 400-365 p.n.e. Syn Aeroposa, syna Arrabajosa I, króla Linkos.
Nieznamy dokładnych dat życia i panowania Arrabajosa II. Objął królestwo Linkos, znajdujące się w górnej Macedonii, po śmierci dziadka Arrabajosa I. Jako nieletni znajdował się pod opieką najbliższego krewnego, Sirrasa, króla Elimei. 
Ten, jako regent, był bowiem mężem siostry jego zmarłego ojca Aeroposa. Linkos, po wieloletniej wojnie, uzyskało w końcu przewagę nad Macedonią ok. r. 400 p.n.e. Król macedoński Archelaos I, będąc w trudnej sytuacji, zawarł przymierze z Sirrasem. Dał swą najstarszą córkę nieznanego imienia za jego syna Derdasa. Definitywnym zakończeniem wojny był zapewne ślub między Eurydyką I, córką Sirrasa i wnuczką macierzystą Arrabajosa I, a Amyntasem III, przypuszczalnie już wówczas królem macedońskim ok. r. 393 lub 391 p.n.e.

## Potomstwo
Arrabajos II miał dwóch synów:
- Menelaos (zm. ok. 350 p.n.e.), ostatni król Linkos
- Aeropos, dowódca macedoński, miał trzech synów:
  - Arrabajos (ur. ok. 380, zm. 336 p.n.e.), oskarżony i skazany na śmierć z powodu udziału w zamachu na Filipie II Macedońskim. Miał dwóch synów:
    - Amyntas Linkestes, dowódca piechoty Linkestów, potem chiliarcha lub pentakosiarcha, przypuszczalnie hypaspistów Aleksandra III Macedońskiego
    - Neoptolemos

  - Heromenes (zm. 336 p.n.e.), oskarżony i skazany na śmierć z powodu udziału w zamachu na Filipie II Macedońskim
  - Aleksander Linkestes (zm. 330 p.n.e.), oskarżony oraz uniewinniony o udział w zamachu na Filipie II Macedońskim, wódz Aleksandra Macedońskiego